# 1592
1592 (MDXCII) a fost un an bisect al calendarului gregorian, care a început într-o zi de miercuri.

## Nașteri
- 5 ianuarie: Shah Jahan, al 5-lea împărat mogul al Indiei (d. 1666)
- 22 ianuarie: Pierre Gassendi, fizician, matematician, astronom și filosof francez (d. 1655)
- 1 august: François Le Métel de Boisrobert, poet și dramaturg francez (d. 1662)

## Decese
- 22 ianuarie: Elisabeta de Austria, 37 ani, soția regelui Carol al IX-lea al Franței (n. 1554)
- 13 aprilie: Bartolomeo Ammanati, 80 ani, sculptor și arhitect italian (n. 1511)
- 3 septembrie: Robert Greene, 34 ani, scriitor englez (n. 1558)
- 13 septembrie: Michel de Montaigne (n. Michel Eyquem de Montaigne), 59 ani, scriitor francez (n. 1533)
- 17 noiembrie: Ioan al III-lea al Suediei, 54 ani (n. 1537)
- 3 decembrie: Alessandro Farnese, Duce de Parma, 47 ani (n. 1545)